# Laški potok (Stržen)
Laški potok je pritok potoka Stržen, ki teče po Cerkniškem polju in polni Cerkniškega jezera.